# Europäische Navaga
Die Europäische Navaga (Eleginus nawaga) ist eine Fischart aus der Familie der Dorsche, die in den nordeuropäischen Randmeeren Weißes Meer, Barentssee und Karasee von der Halbinsel Kola im Westen bis zur Mündung des Ob im Osten vorkommt.

## Merkmale
Die Dorschart kann eine Maximallänge von 42 cm erreichen. Sie hat drei Rücken- und zwei Afterflossen, die jeweils durch weite Zwischenräume voneinander getrennt sind. Die erste Afterflosse ist länger als die zweite. Die dritte Rückenflosse und die zweite Afterflosse stehen einander symmetrisch gegenüber. Der vorstehende Unterkiefer trägt an der Spitze eine sehr kurze Bartel. Auf dem Rücken ist die Europäische Navaga braun mit dunklen Punkten; die Bauchseite ist hell.
Von der zweiten Art der Gattung Eleginus, der Fernöstlichen Navaga (Eleginus gracilis), kann die Europäische Navaga vor allem durch die größere Zahl von Kiemenrechen auf dem ersten Kiemenbogen unterschieden werden (19–31 vs. 14–25) und die größeren und weiter vorne beginnenden Parapophysen (Fortsätze auf der Unterseite von Wirbeln). Die hohlen Parapophysen enthalten Auswüchse der Schwimmblase.

## Lebensweise
Die Europäische Navaga lebt über Schlammböden nah der Küsten oder in Nähe des Packeisrandes und meidet sowohl die offene See als auch größere Meerestiefen. Manchmal schwimmen die Fische auch in größeren Schwärmen unterhalb der Eisdecke, oft in das Süßwasser von Flussmündungen. Vor dem Ablaichen in den Wintermonaten schwimmen die Fische in großen Schwärmen in Küstennähe, in Flussmündungen und anderen Regionen, in denen die Gezeiten zu spüren sind. Zum Laichen wandern sie wieder ins Meer in Tiefen von 8 bis 10 Metern und legen dort über Sand-, Kies- und Geröllböden ihre Eier. Die Weibchen produzieren 6000 bis 90.000 Eier im Jahr. Die Eier sinken zum Meeresboden, sind aber nicht klebrig.
Die Europäische Navaga ernährt sich vor allem von Krebstieren und Würmern, frisst jedoch auch kleinere Fische, z. B. Stichlinge, Lodden, Sandaale, Polardorsche, junge Dorsche, Flundern und kleinere Artgenossen. Wenn im Sommer die Wassertemperatur auf 10 °C oder mehr steigt, stellen die Fische die Nahrungsaufnahme fast vollständig ein. Sie selbst ist Beute größerer Fische und von verschiedenen Meeressäugern. Jungfische der Europäische Navaga werden oft von Seevögeln gefangen.